# Remington Модель 521 TL Junior
Гвинтівка Remington Model 521 TL Junior входить до серії гвинтівок Remington 500. Вона має ковзний затвор з ложем з волоського горіху та ствол довжиною 61 см. Гвинтівка має апертурний цілик Lyman з регулюванням по вертикалі та горизонталі. Зброя має шести-зарядний магазин який встановлюється знизу в рівень з ложем.